# Synagoga Philipa Lazarusa Hirschela we Wrocławiu
Synagoga Philipa Lazarusa Hirschela we Wrocławiu – nieistniejąca prywatna synagoga, która znajdowała się we Wrocławiu, przy ulicy św. Antoniego 30.
Synagoga została założona w XVII wieku, z inicjatywy i funduszy Philipa Lazarusa Hirschela. Pod koniec XVIII wieku została zlikwidowana.